# Lunds kontrakt
Lunds kontrakt är från 2020 ett kontrakt i Lunds stift inom Svenska kyrkan. 
Kontraktskoden är 0701.

## Administrativ historik
Kontraktet bildades den 1 januari 2020 genom en överföring av Lunds pastorat från Torna och Bara kontrakt och med en kontraktskod övertagen från Torna och Bara kontrakt.